# Ilex hemiepiphytica
Ilex hemiepiphytica é um gênero de plantas com flores. Foi descrito pela primeira vez por WJ Hahn.  Ilex hemiepiphytica pertence ao gênero Ilex, e à família Aquifoliaceae.
Este tipo de planta pode ser encontrado em:
- Costa Rica

Não há tipos listados como este.